# Peter Selzer
Wolfgang Peter Selzer (ur. 25 czerwca 1946 w Torgau) – niemiecki lekkoatleta chodziarz reprezentujący NRD, medalista mistrzostw Europy.
Specjalizował się w chodzie na 50 kilometrów. W wieku 20 lat wystąpił w tej konkurencji na mistrzostwach Europy w 1966 w Budapeszcie, gdzie zajął 11. miejsce. Był drugi na tym dystansie w pucharze świata w chodzie w 1967 w Bad Saarow. Na igrzyskach olimpijskich w 1968 w Meksyku zajął 4. miejsce na 50 kilometrów. Na mistrzostwach Europy w 1969 w Atenach zdobył srebrny medal w tej konkurencji, za swym rodakiem Christophem Höhne, a przed Wieniaminem Sołdatienko z ZSRR. Zajął 4. miejsce w pucharze świata w chodzie w 1970 w Eschborn. Na mistrzostwach Europy w 1971 w Helsinkach na podium stanęli ci sami zawodnicy, co dwa lata wcześniej, ale w innej kolejności: zwyciężył Sołdatienko przed Höhne i Selzerem.
Na igrzyskach olimpijskich w 1972 w Monachium Selzer zajął 5. miejsce. Zajął 6. miejsce pucharze świata w chodzie w 1973 w Lugano. Na mistrzostwach Europy w 1974 w Rzymie zdobył brązowy medal, za Höhne i Ottonem Barczem ze Związku Radzieckiego.
Selzer był mistrzem NRD w chodzie na 50 kilometrów w latach 1966, 1967 i 1973, wicemistrzem w 1968, 1969, 1971 i 1972 oraz brązowym medalistą w 1970.
Po zakończeniu kariery zawodniczej został trenerem.